# 음악풍경 (기독교방송)
음악풍경은 CBS 표준FM에서 방송했던 낮 시간대 라디오 프로그램이다.

## 역사
2008년 5월 12일에 첫방송을 시작했으며, 원래는 《장은아의 7080 음악풍경》이라는 제목으로 추억의 가요 전문 프로그램이었으나, 2010년 5월 10일부터 "음악풍경"으로 제목을 변경해 대중가요 전문 프로그램으로 탈바꿈하여 방송하다가, 2012년 5월 19일 방송을 마지막으로 4년만에 폐지되었다.

## 역대 방송시간
| 방송 채널  | 방송 기간                          | 방송 시간                      | 제목                   |
| ---------- | ---------------------------------- | ------------------------------ | ---------------------- |
| CBS 표준FM | 2008년 5월 12일 ~ 2009년 10월 17일 | 월~토요일 낮 12:05 ~ 오후 2:00 | 장은아의 7080 음악풍경 |
| CBS 표준FM | 2009년 10월 19일 ~ 2010년 5월 8일  | 월~토요일 낮 12:00 ~ 오후 2:00 | 장은아의 7080 음악풍경 |
| CBS 표준FM | 2010년 5월 10일 ~ 2012년 5월 19일  | 월~토요일 낮 12:00 ~ 오후 2:00 | 음악풍경               |

## 역대 DJ

### 장은아의 7080 음악풍경
- 2008년 5월 12일 ~ 2010년 5월 8일 : 장은아

### 음악풍경
- 2010년 5월 10일 ~ 2011년 11월 5일 : 김은영 아나운서
- 2011년 11월 7일 ~ 2012년 5월 19일 : 유지수 아나운서

## 지역 프로그램
| 프로그램                       | 방송지역   | 방송국  | 진행자          |
| ------------------------------ | ---------- | ------- | --------------- |
| 12시 해피타임 (12:00 ~ 13:00)  | 부산광역시 | 부산CBS | 김정현 아나운서 |
| 내 영혼의 양식 (13:05 ~ 13:30) | 부산광역시 | 부산CBS | 요일별 설교자   |
| 마르지 않는 샘 (13:40 ~ 14:00) | 부산광역시 | 부산CBS | 요일별 설교자   |